# Castello di Domofole
Il castello di Domofole è una fortificazione del comune di Mello (Italia), in provincia di Sondrio.
É posto su di un rilievo sito a ovest del borgo, lungo la zona denominata Costiera dei Cech, in posizione dominante la bassa Valtellina, sulla sponda idrografica destra dell'Adda.

## Storia
La prima menzione del castello si trova in un documento del 1023. Nel secolo XI la fortificazione era possesso dei Vicedomini, potente famiglia feudale comasca che si insediò nella bassa Valtellina prima dell'anno Mille. 
Alla fine del XIII secolo, durante le lotte fra guelfi e ghibellini il castello venne distrutto e i Vicedomini cacciati dalla Valtellina, venne ricostruito qualche anno dopo.
Nel 1524 la fortificazione venne nuovamente distrutta per ordine delle Tre Leghe Grigie con il conseguente abbandonato e degrado. 
Venne recuperato negli ultimi anni ad opera del Comune di Mello che ha curato il restauro delle strutture rimaste. 

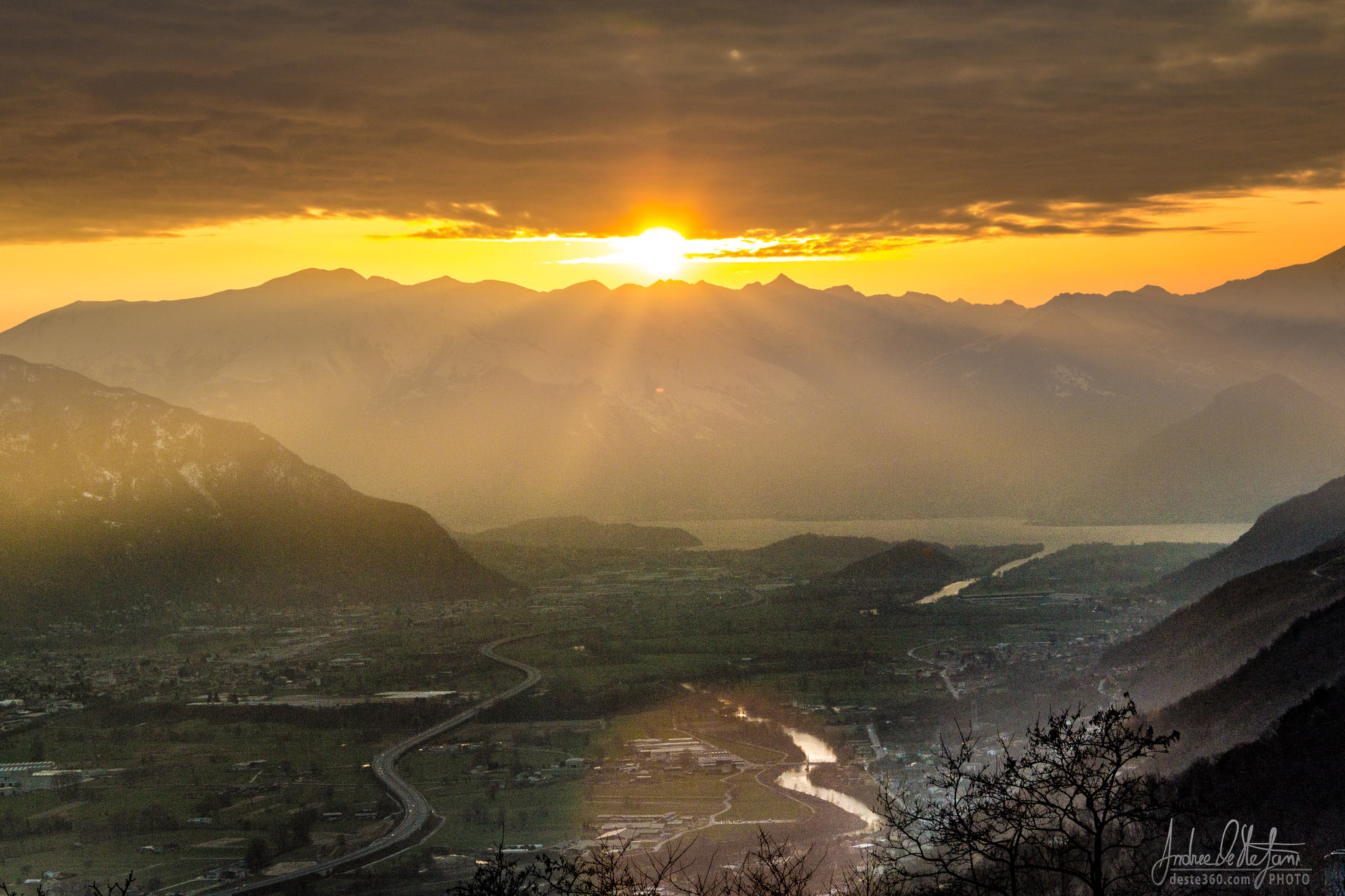
Vista dal castello

## Struttura
La parte meglio conservata è un possente torrione a base quadrangolare, privo di copertura, edificato in blocchi di granito squadrati, ingentilito da alcune monofore. 
Rimangono in vista parte delle murature che circondano la sommità del rilievo e i resti di una parte abitativa.
La piccola chiesa dedicata a Santa Maria Maddalena, posta a nord del torrione, non appartiene alla costruzione originaria del castello, fu edificata alla fine del secolo XVI.